# Trilha sonora de Haruhi Suzumiya
Este artigo detalha os álbuns de música da série animada Haruhi Suzumiya, baseada na série de light novels de mesmo nome.

## Suzumiya Haruhi no Tsumeawase
Suzumiya Haruhi no Tsumeawase (涼宮ハルヒの詰合 ~TVアニメ「涼宮ハルヒの憂鬱」劇中歌集シングル~, Suzumiya Haruhi no Tsumeawase ~TV Anime 「Suzumiya Haruhi no Yūutsu」 Geki Chū Kashū Shinguru~, lit. A seleção de Haruhi Suzumiya ~Coleção de músicas do Anime A Melancolia de Haruhi Suzumiya~) é a trilha sonora da série A Melancolia de Haruhi Suzumiya.

### Faixas
1. "God knows…" – 4:39
  - Vocal: Aya Hirano
  - Música: Satoru Kousaki
  - Arranjo: Satoru Kousaki
  - Letra: Aki Hata
2. "Lost my music" – 4:17
  - Vocal: Aya Hirano
  - Música: Satoru Kousaki
  - Arranjo: Satoru Kousaki
  - Letra: Aki Hata
3. Koi no Mikuru Densetsu (恋のミクル伝説, A Lenda Mikuru do Amor) – 3:21
  - Vocal: Yuko Goto
  - Música: Satoru Kousaki
  - Arranjo: Satoru Kousaki
  - Letra: Hiroshi Yamamoto

## Bouken Desho Desho?
"Bouken Desho Desho?" (冒険でしょでしょ？, Bōken Desho Desho?, lit. "É uma aventura, certo? Certo?") é o tema de abertura do anime japonês A Melancolia de Haruhi Suzumiya. Ficou na 10ª posição  do ranking da Amazon japonesa quando o single foi lançado.

### Faixas
1. Bouken Desho Desho? (冒険でしょでしょ？) - 4:18
  - Vocal: Aya Hirano (Haruhi Suzumiya)
  - Letra: Aki Hata
  - Música: Tomokazu Toshiro
  - Arranjo: Takahiro Endo
2. Kaze Yomi Ribbon (風読みリボン, lit.O laço para ler o vento) - 3:47
3. Bouken Desho Desho? (Off vocal) (冒険でしょでしょ？ (Sem vocal)) - 4:18
4. Kaze Yomi Ribbon (Off vocal) (風読みリボン (Sem vocal)) - 3:47

## Saikyo Pare Parade
Saikyo Pare Parade (最強パレパレード, Saikyō Pare Parēdo) foi o segundo Single feito por Aya Hirano, Minori Chihara and Yuko Goto, sendo que o primeiro foi o Hare Hare Yukai. As músicas "Saikyō Pare Parade" e "Unmeiteki Jiken no Kōfuku" foram as músicas de abertura e de final, respectivamente, para as Radionovelas de Haruhi Suzumiya. Este single foi lançado em 22 de Novembro de 2006 pela empresa Lantis.

### Faixas
1. "Saikyō Pare Parade" (最強パレパレード, Saikyō Pare Parēdo) – 4:20
2. "Unmeiteki Jiken no Kōfuku" (運命的事件の幸福) – 4:33
3. "Saikyō Pare Parade" (Sem vocal) (最強パレパレード, Saikyō Pare Parēdo) – 4:20
4. "Unmeiteki Jiken no Kōfuku" (Sem vocal) (運命的事件の幸福) – 4:33

## Hare Hare Yukai
Hare Hare Yukai (ハレ晴レユカイ, lit. Sol Sol e Diversão), que dá o nome ao single, é o música-tema de final da série de cult de Anime A Melancolia de Suzumiya Haruhi.
A música contou com a participação de Aya Hirano, Minori Chihara e Yuko Goto, as respectivas Seiyus dos personagens Haruhi Suzumiya, Yuki Nagato and Mikuru Asahina do anime.
Graças ao massivo suporte dado pelos fãs da série, o CD Maxi Single, que também teve a música Welcome UNKNOWN, mais uma versão para Karaokê para ambas as músicas, alcançou a 5a. posição no ranking Oricon de singles, e foi o 18o. Single mais vendido no Japão todo em 10 de Maio, o dia em que foi lançado.. Também foi vendido pela internet e foi o 1o. lugar no ranking da Amazon japonesa.I
A coreografia que acompanha a música, originalmente exibida como parte dos créditos de encerramento, inspiraram muitas paródias e vídeos feitos por fas na internet, muitos dos quais foram postados em sites que exibem vídeos caseiros, como o YouTube.

### Faixas
1. Hare Hare Yukai (ハレ晴レユカイ) - 3:37
  - Vocal: Aya Hirano (Haruhi Suzumiya), Minori Chihara (Yuki Nagato), e Yuko Goto (Mikuru Asahina)
  - Letra: Aki Hata
  - Música: Tomokazu Toshiro
  - Arranjo: Takahiro Endo
2. Welcome UNKNOWN (うぇるかむUNKNOWN) - 3:23
3. Hare Hare Yukai (off vocal) (ハレ晴レユカイ (sem vocal)) - 3:37
4. Welcome UNKNOWN (off vocal) (うぇるかむUNKNOWN (sem vocal)) - 3:20

## Character Singles
Os Character Singles são álbuns feitos a partir da série de anime A Melancolia de Haruhi Suzumiya, cada um cantado pelos seiyus dos cinco personagens principais e mais quatro secundários, totalizando nove álbuns ao todo. Os primeiros três lançados incluem músicas cantadas por Aya Hirano, como Haruhi Suzumiya, Minori Chihara como Yuki Nagato e Yuko Goto como Mikuru Asahina. Além disso, mais dois CDs de personagens foram lançados em 6 de Dezembro de 2006, cantados por Yuki Matsuoka  como Tsuruya e Natsuko Kuwatani como Ryoko Asakura.
Os álbuns a seguir foram feitos da série de anime A Melancolia de Haruhi Suzumiya, cada um cantado pelos seiyus dos cinco personagens principais e mais quatro secundários, totalizando nove álbuns ao todo. Os primeiros três lançados incluem músicas cantadas por Aya Hirano, como Haruhi Suzumiya, Minori Chihara como Yuki Nagato e Yuko Goto como Mikuru Asahina. Além disso, mais dois CDs de personagens foram lançados em 6 de Dezembro de 2006, cantados por Yuki Matsuoka  como Tsuruya e Natsuko Kuwatani como Ryoko Asakura. Mais dois CDs de personagens serão lançados em 24 de janeiro de 2007, cantados por Sayaka Aoki como a irmã de Kyon e Yuri Shiratori como Emiri Kimidori. Os dois últimos CDs de personagens serão lançados em 21 de Fevereiro de 2007.
Os solos da música Hare Hare Yukai pelos personagens secundários possuem algumas diferenças notáveis, com a letra sendo mudada para encaixar com o personagem. A versão de Tsuruya-san contém sua expressão predileta "nyoro", enquanto que Ryouko Asakura inverte o otimismo da letra para uma música de destruição e futilidade.

### Haruhi Suzumiya
Melancholy of Haruhi Suzumiya Character Song Vol. 1 Haruhi Suzumiya (涼宮ハルヒの憂鬱　キャラクターソング Vol. 1 涼宮ハルヒ, Suzumiya Haruhi no Yūutsu Kyarakutā Songu Vol. 1 Suzumiya Haruhi) foi o primeiro volume dos álbuns e foi lançado em 5 de Julho de 2006.

#### Faixas
1. "Parallel Days" (パラレル Days) – 4:19
2. "SOS Nara Daijoubu" (SOS ならだいじょーぶ) – 3:46
3. "Hare Hare Yukai (Haruhi solo)" (ハレ晴レユカイ) – 3:37
4. "Parallel Days (off vocal)" (パラレル Days (off vocal)) – 4:19
5. "SOS Nara Daijoubu (off vocal)" (SOS ならだいじょーぶ (off vocal)) – 3:46
6. "Hare Hare Yukai (Haruhi solo) (off vocal)" (ハレ晴レユカイ (off vocal)) – 3:37

### Yuki Nagato
Melancholy of Haruhi Suzumiya Character Song Vol. 2 Yuki Nagato (涼宮ハルヒの憂鬱　キャラクターソング Vol. 2 長門 有希, Suzumiya Haruhi no Yūutsu Kyarakutā Songu Vol. 2 Nagato Yuki) foi o segundo volume dos álbuns e foi lançado em 5 de Julho de 2006.

#### Faixas
1. "Yuki, Muon, Madobe Nite." (雪、無音、窓辺にて。) – 4:30
2. "SELECT?" – 4:21
3. "Hare Hare Yukai (Yuki solo)" (ハレ晴レユカイ) – 3:37
4. "Yuki, Muon, Madobe Nite. (off vocal)" (雪、無音、窓辺にて。 (off vocal)) – 4:30
5. "SELECT? (off vocal)" – 4:21
6. "Hare Hare Yukai (Yuki solo) (off vocal)" (ハレ晴レユカイ (off vocal)) – 3:37

### Mikuru Asahina
Melancholy of Haruhi Suzumiya Character Song Vol. 3 Mikuru Asahina (涼宮ハルヒの憂鬱　キャラクターソング Vol. 3 朝比奈 みくる, Suzumiya Haruhi no Yūutsu Kyarakutā Songu Vol. 3 Asahina Mikuru) foi o terceiro volume dos álbuns e foi lançado em 5 de Julho de 2006.

#### Faixas
1. "Mitsukete Happy Life" (見つけて Happy Life) – 3:57
2. "Toki no Puzzle" (時のパズル) – 4:22
3. "Hare Hare Yukai (Mikuru solo)" (ハレ晴レユカイ) – 3:37
4. "Mitsukete Happy Life (off vocal)" (見つけて Happy Life (off vocal)) – 3:57
5. "Toki no Puzzle (off vocal)" (時のパズル (off vocal)) – 4:22
6. "Hare Hare Yukai (Mikuru solo) (off vocal)" (ハレ晴レユカイ (off vocal)) – 3:37

### Tsuruya-san
The Melancholy of Haruhi Suzumiya Character Song Vol. 4 Tsuruya-san (涼宮ハルヒの憂鬱　キャラクターソング Vol. 4 鶴屋さん, Suzumiya Haruhi no Yūutsu Kyarakutā Songu Vol. 4 Tsuruya-san) foi o quarto volume dos álbuns e foi lançado em 6 de Dezembro de 2006.

#### Faixas
1. "Seishun Ii ja nai ka" (青春いいじゃないかっ) – 4:09
2. "Megassa Kōkishin" (めがっさ好奇心) – 5:14
3. "Hare Hare Yukai" ~Ver.Tsuruya-san~ (ハレ晴レユカイ～Ver.鶴谷さん～) – 3:37
4. "Seishun Ii ja nai ka" (off vocal) (青春いいじゃないかっ（off vocal）) – 4:09
5. "Megassa Kōkishin" (off vocal) (めがっさ好奇心（off vocal）) – 5:14

### Ryoko Asakura
The Melancholy of Haruhi Suzumiya Character Song Vol. 5 Ryoko Asakura (涼宮ハルヒの憂鬱　キャラクターソング Vol. 5 朝倉涼子, Suzumiya Haruhi no Yūutsu Kyarakutā Songu Vol. 5 Asakura Ryōko)  foi o quinto volume dos álbuns e foi lançado em 6 de Dezembro de 2006.

#### Faixas
1. "Koyubi de Gyu!" (小指できゅっ！) – 4:39
2. "COOL EDITION" – 3:48
3. "Hare Hare Yukai" ~Ver.Asakura Ryōko~ (ハレ晴レユカイ～Ver.朝倉涼子～) – 3:37
4. "Koyubi de Gyu!" (off vocal) (小指できゅっ！(off vocal)) – 4:39
5. "COOL EDITION" (off vocal) – 3:48[6]

### Irmã de Kyon
The Melancholy of Haruhi Suzumiya Character Song Vol. 6 Kyon's Sister (涼宮ハルヒの憂鬱　キャラクターソング Vol. 6 キョンの妹, Suzumiya Haruhi no Yūutsu Kyarakutā Songu Vol. 6 Kyon no Imōto) foi o sexto volume dos álbuns e foi lançado em 24 de Janeiro de 2007.

#### Faixas
1. "Imōto Wasurecha Oshioki Yo" (妹わすれちゃおしおきよ)
2. "Hare Hare Yukai" ~Ver. Kyon's sister~ (ハレ晴レユカイ～Ver.キョンの妹～)
3. "Imōto Wasurecha Oshioki Yo" (off vocal) (妹わすれちゃおしおきよ(off vocal))
4. "Hare Hare Yukai" ~Ver. Kyon's sister~ (off vocal) (ハレ晴レユカイ～Ver.キョンの妹～（off vocal）)[8]

### Emiri Kimidori
The Melancholy of Haruhi Suzumiya Character Song Vol. 7 Emiri Kimidori (涼宮ハルヒの憂鬱　キャラクターソング Vol. 7 喜緑 江美里, Suzumiya Haruhi no Yūutsu Kyarakutā Songu Vol. 7 Emiri Kimidori) foi o sétimo volume dos álbuns e foi lançado em 24 de Janeiro de 2007.

#### Faixas
1. "fixed mind"
2. "Hare Hare Yukai" ~Ver.Emiri Kimidori~ (ハレ晴レユカイ～Ver.喜緑江美里～)
3. "fixed mind" (off vocal)
4. "Hare Hare Yukai" ~Ver.Emiri Kimidori~ (off vocal) (ハレ晴レユカイ～Ver.喜緑江美里～ (off vocal))[8]

### Itsuki Koizumi
Melancholy of Haruhi Suzumiya Character Song Vol. 8 Itsuki Koizumi (涼宮ハルヒの憂鬱 キャラクターソング Vol.8 古泉一樹, Suzumiya Haruhi no Yūutsu Kyarakutā Songu Vol. 8 Koizumi Itsuki) é o oitavo volume dos álbuns e foi lançado em 21 de Fevereiro de 2007.

#### Faixas
1. "Maggāre ↓ Spectacle" (まっがーれ↓スペクタクル, Maggāre↓Supekutakuru) – 3:51
2. "Hare Hare Yukai" ~Ver. Itsuki Koizumi~ (ハレ晴レユカイ～Ver.古泉一樹～) – 5:08
3. "Maggāre ↓ Spectacle" (off vocal) (まっがーれ↓スペクタクル (off vocal), Maggāre↓Supekutakuru) – 3:51
4. "Hare Hare Yukai" ~Ver. Itsuki Koizumi~ (off vocal) (ハレ晴レユカイ～Ver.古泉一樹～ (off vocal)) – 5:08

### Kyon
Melancholy of Haruhi Suzumiya Character Song Vol. 9 Kyon (涼宮ハルヒの憂鬱 キャラクターソング Vol.9 キョン, Suzumiya Haruhi no Yūutsu Kyarakutā Songu Vol. 9 Kyon) é o nono volume dos álbuns e foi lançado em 21 de Fevereiro de 2007.

#### Faixas
1. "Kentai Life Returns!" (倦怠ライフ・リターンズ!, Kentai Raifu Ritānzu!) – 3:36
2. "Hare Hare Yukai" ~Ver. Kyon~ (ハレ晴レユカイ～Ver.キョン～) – 5:10
3. "Kentai Life Returns!" (off vocal) (倦怠ライフ・リターンズ! (off vocal), Kentai Raifu Ritānzu!) – 3:36
4. "Hare Hare Yukai" ~Ver. Kyon~ (off vocal) (ハレ晴レユカイ～Ver.キョン～ (off vocal)) – 5:10